# پاهوکی (فلوریدا)
پاهوکی (به انگلیسی: Pahokee) شهری در شهرستان پام بیچ ایالت فلوریدا است که در سال ۱۹۲۲ بنیان‌گذاری شده‌است. این شهر طبق سرشماری سال ۲۰۱۰ میلادی، ۵٬۶۴۹ نفر جمعیت داشته و مساحت آن نیز ۱۴٫۰ کیلومتر مربع است.